# Fabio Magni
Fabio Magni (Milán, 12 de marzo de 1967) es un jinete italiano que compitió en la modalidad de concurso completo.
Ganó dos medallas de bronce en el Campeonato Europeo de Concurso Completo, en los años 2001 y 2007. Participó en cuatro Juegos Olímpicos de Verano, entre los años 1992 y 2008, ocupando el quinto lugar en Sídney 2000 (individual) y el sexto en Pekín 2008 (por equipos).

## Palmarés internacional
| Campeonato Europeo | Campeonato Europeo          | Campeonato Europeo | Campeonato Europeo |
| Año                | Lugar                       | Medalla            | Categoría          |
| ------------------ | --------------------------- | ------------------ | ------------------ |
| 2001               | Pau (Francia)               | Medalla de bronce  | Por equipos        |
| 2007               | Pratoni del Vivaro (Italia) | Medalla de bronce  | Por equipos        |